# Warrendale (Pennsylvania)
Warrendale ist ein Vorort von Pittsburgh in der Allegheny County im US-amerikanischen Bundesstaat Pennsylvania. Er liegt etwa 25 km nördlich von Pittsburgh.
Der Ort ist Sitz von Rue 21, Joy Mining Machinery, Printing Industries of America, SAE International und der Materials Research Society sowie ehemals von American Eagle Outfitters.